# Ermengol V d'Urgell

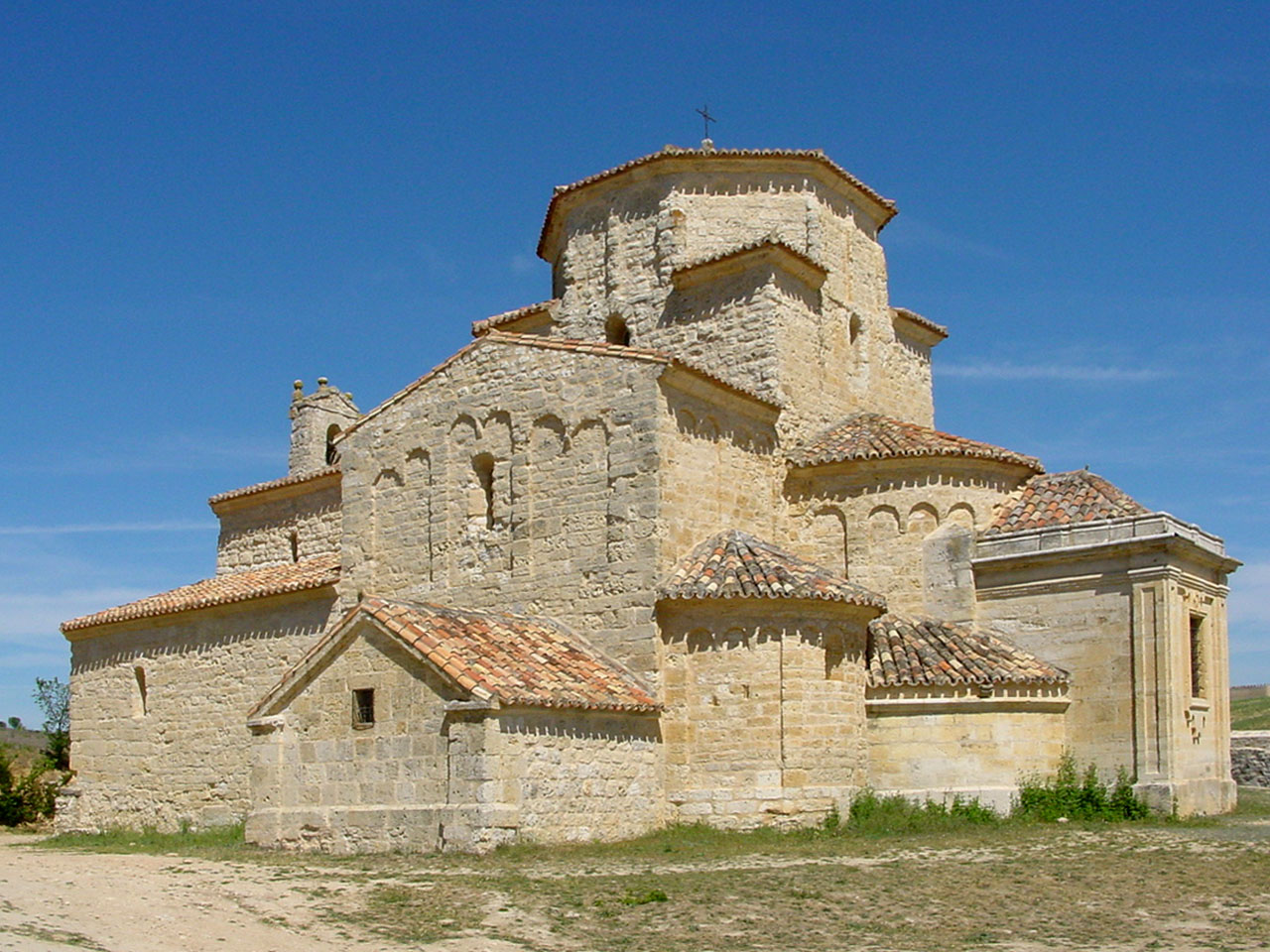
Església de nostra Senyora de la Anunciat (Urueña, província de Valladolid) és l'única còpia de l'Art romànic a Catalunya al Castilla y León. Va ser construïda després del casament entre Ermengol V i María Pérez Ansúrez, que va produir un intercanvi de persones de les Comtats catalans.

Ermengol V d'Urgell, anomenat Ermengol V el de Mollerussa (?, 1078 – Mollerussa, 14 de setembre de 1102) fou comte d'Urgell (1092-1102). Pel seu matrimoni va passar bona part de la seva vida a Castella.

## Biografia
Fill d'Ermengol IV i de la seva primera esposa, Llúcia de Pallars. En origen havia de corregnar, així ho havia establert el pare en imitació del comtat de Barcelona, amb el seu germà Guillem, fill del seu pare i la seva segona esposa, Adelaida de Provença, però en heretar la mare el comtat de Forcalquer, Guillem suposadament va renunciar i va marxar amb la seva mare, on va es va fundar una breu dinastia catalana. Així, Ermengol va esdevenir comte únic. El més curiós d'aquest comte va ser la unió matrimonial amb un regne llunyà, es va casar amb Maria Pérez Ansúrez, filla de Pedro Ansúrez, senyor de Valladolid, el 1095. Ja el 1086 el seu pare havia fet un primer testament disposant que en cas de morir sent fill ell menor d'edat, regissin el comtat Berenguer II de Barcelona i el rei d'Aragó Sanç Ramires, i els encomanava que enviessin el seu fill a Castella sota la tutela d'Alfons VI. Ermengol IV va acabar anul·lant el testament perquè va arribar a la majoria d'edat, però la primera voluntat del pare denota una inclinació al sobirà de Castella i Lleó, es desconeixen els motius, bé per prestigi després de la conquesta de Toledo o per altres circumstàncies. Tanmateix, Ermengol V imbuït de les idees paternes es va casar amb Maria i va abandonar el comtat que el va deixar en mans del vescomte Guerau Ponç de Cabrera i va marxar a Castella.
Morí en la batalla de Mollerussa el 1102 deguda als atacs musulmans resultants de la primera reconquesta cristiana de Balagi, el 1101. Segons una versió va trobar la mort a Castella combatent contra els morabits de Moyeruca (1102), com tots els comtes que l'havien precedit que havien mort en batalla. Avui, sembla més versemblant que fos Mollerussa d'Urgell. En aquest cas, hauria tornat ràpidament al comtat per fer front a la reacció islàmica provocada per l'entrada dels cristians a Balaguer (1101). El seu fill, encara menor d'edat, va quedar sota la tutela del seu avi a Castella.

## Matrimoni
Es va casar a Castella el 1095 amb María Pérez Ansúrez, filla de Pedro Ansúrez, senyor de Valladolid. D'aquest matrimoni tingueren:
- Ermengol VI d'Urgell (1096-1154), comte d'Urgell
- Pere d'Urgell, (? — ?)
- Major d'Urgell, casada amb Pedro Froilaz de Trava, comte de Trastàmara
- Teresa d'Urgell, casada amb Bernat I de Cerdanya
- Estefania Ermengol d'Urgell (?–1143)